# لاري جيبسون
لاري جيبسون (بالإنجليزية: Larry Gibson) هو عالم بيئة أمريكي، ولد في 1946، وتوفي في 9 سبتمبر 2012 بسبب نوبة قلبية.
}}</ref>